# Розумна дитина
«Розумна дитина» — видавничий дім дитячої літератури, заснований у Києві в 2006 році. За короткий час, завдяки високій художній якості видань для найменших читачів, видавництво набуло великої популярності в Україні. Видається розвиваюча, навчальна література для найменших, твори видатних українських, зарубіжних письменників і поетів, які проілюстровані провідними українськими художниками: Радною Сахалтуєвим, Арсеном Джанікяном, Костем Лавром, Євгенією Гапчинською, Олександром Вікеном, Миколою Чуриловим, Софією Усс та іншими. Видання друкуються українською, російською, англійською, німецькою мовами і мовою іврит. Однією із головних форм діяльності видавництва є участь у благодійних акціях та заходах для дітей.

## Видавництво
Визитівкою видавництва є унікальна серія великих розвиваючих книг-енциклопедій, у яку входять «Перша книга розумної дитини», «Улюблена книга розумної дитини», «Корисна книга розумної дитини» і «Займатика для розумної дитини». У 2011 році «Перша книга розумної дитини» була надрукована англійською, німецькою, російською та мовою іврит. Інші книги серії вийшли українською і російською мовами.
Великої популярності набрали подарункові видання «Піратські Історії» Олени Комової з ілюстраціями Євгенії Гапчинської, книжка-піаніно «Ой розходися, розвеселися», сатиричний роман Ярослава Гашека «Пригоди бравого вояка Швейка» в перекладі Степана Масляка з ілюстраціями Костя Лавра і книга-фотоальбом «Наше маля (Перший рік життя)». До 100-річчя видатного українського поета Платона Воронька видавництво підготувало збірку його найкращих дитячих віршів «Друзяки». В 2013 році вийшла друком подарункова книга з найкращими віршами популярної української поетеси Марії Познанської «Малечі про цікаві речі». В 2015 році вийшли подарункові видання «Перші казочки розумної дитини» та «Диво, диво, дивина!» Грицька Бойка. В 2016 році побачила світ книга, що перевидана вперше з 1932 року - «Чистенький і Юрзи-Мурзи» (автор - Константина Малицька). В 2017 році в Національному музеї літератури України відбулася виставка книг та ілюстрацій видавництва "Розумна дитина",  присвячена 10-річчю заснування Видавничого Дому "Розумна дитина". В 2017 році вийшла друком унікальна книга - "паперове кіно" автора Оле Лейсен в перекладі українською Олександра Дерманського з ілюстраціями Радни Сахалтуєва і Михайла Александрова "Правдива історія адмірала Брехунеля".
«Розумна дитина» бере участь у багатьох українських і зарубіжних книжкових виставках, зокрема, є постійним учасником Форуму Видавців у Львові., Міжнародного Книжкового Арсеналу, Міжнародній виставці-ярмарку в Одесі "Зелена хвиля" Крім того, книги видавництва були представлені на державному стенді України на Міжнародній книжковій виставці в Москві та на Франкфуртській Міжнародній книжковій виставці-ярмарку «Frankfurter Buchmesse».

## Художники
Окрему увагу видавництво приділяє ілюструванню своїх книжок, співпрацюючи з відомими українськими художниками і мультиплікаторами. Серед них в оформленні книг беруть участь Арсен Джанікян, Кость Лавро, Радна Сахалтуєв, Євгенія Гапчинська, Олександр Продан, Олександр Вікен, Наталя Котилевська, Микола Чурилов, Софія Усс, Ірина Смірнова, Аліна Петренко, Наталя Мордас, Олена Ляшук, Михайло Александров та інші.

## Серії книг
- Книжки-лото — книжки-іграшки за принципом «підбери пару»;
- Книжки-пампушки — книжки із матеріалу «EVA-піна» за технологією, що запатентована Крістіаном Лєґраном (Christian Legrand);
- Книжки-панорамки — книжки-іграшки з українськими віршами і байками;
- Ку-ку! — книжки з віконцями для найменших;
- Наклей і розфарбуй — розмальовки з найклейками за мотивами улюблених українських мультфільмів;
- Перші казочки — серія улюблених українських народних казок;
- Розфарбуй фломастером — книжки-тренажери для вивчення цифр і літер;
- Хованки — книжки-секрети для найменших;
- Чарівна скринька — набори розвиваючих карток українською, англійською та російською мовами.

## Відзнаки та нагороди
2015
- Номінація «Дитяче свято» у рейтингу «Книжка року - 2015» - «Перші казочки розумної дитини» і Грицько Бойко «Диво, диво, дивина! [Архівовано 16 січня 2017 у Wayback Machine.]

2013
- Дитяча книжкова премія «Левеня» XX Форуму видавців у Львові — «Займатика для розумної дитини»[3];

2012
- Дитяча книжкова премія «Левеня» в номінації «Дитячий вибір» Львівського міжнародного дитячого фестивалю Форуму видавців у Львові — «Улюблена книга розумної дитини»[4];

2011
- Дитяча книжкова премія «Левеня» Львівського міжнародного дитячого фестивалю Форуму видавців у Львові — «Коханій мамі»[5];

2010
- Каталог найкращих дитячих книг світу «White Ravens 2010» Міжнародної Мюнхенської дитячої бібліотеки — «Піратські історії»[1][6];

2008
- 3-є місце книжкового рейтингу «Книжка року 2008» у номінації «Дитяче свято» — «Піратські історії»[7];
- Відзнака книжкового рейтингу «Книжка року 2008» — «Перша книга розумної дитини»[7].

## Виноски
1. 1 2  22 українські видавництва були представлені на XXIV Московській міжнародній книжковій виставці-ярмарку — Урядовий портал. Архів оригіналу за 27 вересня 2013. Процитовано 27 вересня 2013.
2. ↑  Українські видавці візьмуть участь у 63-му Франкфуртському міжнародному книжковому ярмарку — Державний комітет телебачення і радіомовлення України. Архів оригіналу за 27 вересня 2012. Процитовано 27 вересня 2013.
3. ↑  Переможці конкурсу «Найкраща книга Форуму видавців — 2013». Архів оригіналу за 2 жовтня 2013. Процитовано 27 вересня 2013.
4. ↑  Переможці Дитячої книжкової премії «Левеня» — 2012. Архів оригіналу за 2 жовтня 2013. Процитовано 27 вересня 2013.
5. ↑  Переможці конкурсу «КНИЖКОВЕ ЛЕВЕНЯ», 2011 р.[недоступне посилання з вересня 2019]
6. ↑  White Ravens 2010 — Ukraine. Архів оригіналу за 22 листопада 2015. Процитовано 25 вересня 2014.
7. 1 2  Повні результати рейтинґу «Книжка року ’2008». Номінація «Дитяче свято». Архів оригіналу за 4 березня 2016. Процитовано 27 вересня 2013.